# Анша
А́нша (санскр. अंश, IAST: aṅça, «часть», «доля») — в индуистской мифологии божество из класса адитьев.
Это божество упоминается уже в «Ригведе», но сам образ Анши в Ведах не конкретизирован. По функциям Анша сближается с Дакшей и Бхагой. Он выделяет долю при жертвенной раздаче (РВ II, 1, 4), Ашвинов просят наделить имуществом, как Анша (РВ Х, 106, 9).
В позднейшей литературе Анша предстаёт лишь как один из 12 сыновей Адити, называемых адитьями. Он присутствует на посвящении самого Сканды и наделяет его пятью спутниками по имени Паригха, Вата, Бхима, Дадати, Дахана. Из оружия Анша предпочитает дротик.